# 宋宣 (明朝)
宋宣（1431年—？），字世達，福建福州府侯官县人，明朝政治人物、進士出身。
成化元年，福建乙酉乡试中舉。成化十一年，登乙未科會試中進士，官至户部主事。
曾祖父宋子隆。祖父宋寶，曾任冠帶耆民。父亲宋福。